# 坎托里亚
坎托里亚，是西班牙安达卢西亚自治区阿尔梅里亚省的一个市镇。 总面积79km2, 总人口3206人（2001年），人口密度41人/km2。